# 광복거리
광복거리(光復거리, Kwangbok Street)는 조선민주주의인민공화국의 수도 평양직할시 만경대구역에 있는 도로이다. 이 거리는 만경대학생소년궁전에서 시작되어 평양교예극장과 광복역를 지나서 당상시장까지 연결된다. 청년영웅도로와 붉은거리를 연결한다.
1989년에 평양에서 열린 제13차 세계청년학생축전을 맞아 준공되었다. 이 거리에는 만경대학생소년궁전과 평양교예극장, 광복역, 당상소학교 등을 지나간다.

## 같이 보기
- 광복거리 아파트